# Gondwana Research
Gondwana Research (GR; Исследования Гондваны) — ежемесячный рецензируемый научный журнал, по наукам о Земле, основная тема публикаций — происхождение и геологическая эволюция континентов Земли. Входит в группу Elsevier.

## Описание журнала
Издаётся с 1997 года Международной ассоциацией исследований Гондваны (International Association for Gondwana Research).
Главный редактор — М. Сантош из Китайского университета наук о Земле, международная редколлегия.
Назван в честь бывшего континента Гондвана.
Журнал публикует оригинальные исследовательские работы и обзоры имеющие отношение к земной коре, с особым акцентом на работы, касающиеся образования и развития континентов, а также их структуры и ресурсов. Принимаются статьи по всем геологическим эпохам.
Импакт-фактор в 2016 году составил 6 959, пятилетний импакт-фактор 7 504. Это поместило журнал на четвёртое место из 188 научных журналов в категории «междисциплинарные науки о Земле» по двухлетнему импакт-фактору Web of Science.